# Rheintal-Charta

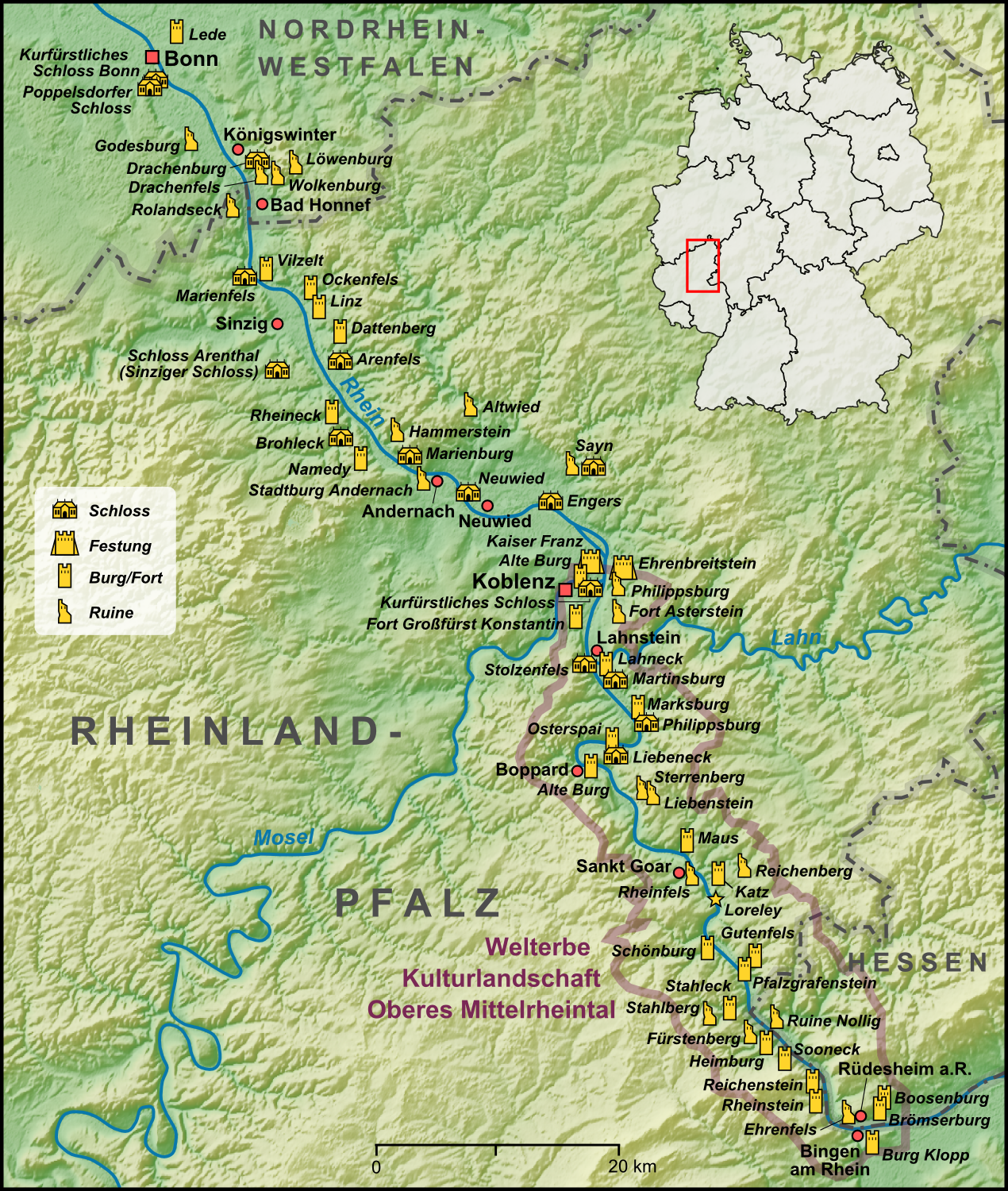
Karte des Mittelrheins mit dem Welterbegebiet

Die Rheintal-Charta wurde am 7. November 1997 auf der Rheintal-Konferenz in Mainz verabschiedet. Diese Konferenz wurde vom Rheinischen Verein für Denkmalpflege und Landschaftsschutz ausgerichtet, mit dem Ziel, den einzigartigen Charakter der Kulturlandschaft am Mittelrhein von Mainz bis Bonn zu schützen und Forderungen für eine schonende Weiterentwicklung aufzustellen. Damit sollte auch die Anerkennung des Oberen Mittelrheintals als UNESCO-Welterbe vorbereitet werden, was schließlich am 27. Juni 2002 durch die UNESCO erfolgte.